# Pellucidonicus epilamproides
Pellucidonicus epilamproides är en kackerlacksart som beskrevs av Philippe Grandcolas 1997. Pellucidonicus epilamproides ingår i släktet Pellucidonicus och familjen storkackerlackor.
Artens utbredningsområde är Nya Kaledonien. Inga underarter finns listade i Catalogue of Life.